# Xesús González Gómez
Xesús González Gómez (A Rúa, Ourense, 1950) és un escriptor i traductor gallec. Resideix a Barcelona des de 1966.
Ha traduït, entre d'altres, obres de Llorenç Villalonga, Salvador Espriu, Alexandre Ballester, Josep Pere Peyró, el Comte de Lautréamont, Roger Caillois, Louis Aragon, Michael Löwy, Guillaume Apollinaire, André Breton i Antonio Gramsci.
Ha publicat, entre d'altres, els llibres següents: Álvaro Cunqueiro, traductor (1990), Manifiesto das vanguardas europeas (1995), Teatro e surrealismo (1999, publicat en espanyol l'any 2004), O teatro de Charles Baudelaire. Proxectos (2000), A novela policial: unha historia política (2002), Ecos da batalla cotiá (Declaracións políticas surrealistas) (2004), Manifesta Galiza. Manifestos na literatura galega do século xx (2006) i A vangarda da presenza e outros escritos colectivos situacionistas (2007).
Així mateix, ha preparat les edicions dels volums Antoloxía da poesía surrealista de expresión francesa (1981), Flor de diversos. Escolma de poetas traducidos (1991), Papeles que fueron vidas. Crónicas literarias (1994), ambdós d'Álvaro Cunqueiro, i Crónica persoal. Poesia completa 1973-2002 (2006), de Xoán-Manuel Casado.
Ha cultivat la crítica literària en Grial, A Nosa Terra, Expresso, etc., i també és autor de les novel·les Ucronía. Os anos agochados de Manuel Antonio (1988), amb el pseudònim Carlos Posada, i A lingua secreta (2002).